# Serra del Codó
La Serra del Codó és una serra del terme municipal de Tremp, del Pallars Jussà, antigament del de Sapeira, de l'Alta Ribagorça. És just a llevant del poble abandonat d'Esplugafreda.